# Ruta de los olivos
La ruta de los olivos fue una iniciativa de microempresarios del rubro de la actividad turística y la olivicultura de las comunas de Huasco y Freirina en la Región de Atacama, Chile. A  tra vez de la  mesa chile emprende  Patricia Rodríguez,Mauricio Rodríguez y Marinella  Maldonado guías turísticos de la Provincia del Huasco se dieron a la tarea  de enlazar a los olivicultores y darle vida  a esta  ruta.
Esta ruta se extiende desde la Ciudad de Vallenar hasta el Puerto de Huasco en la costa. Lugar donde se enlaza con la Ruta Costera que va desde Huasco a Caldera, esta última finalizada el año 2009. En este mismo punto se encuentra el Humedal de Huasco Bajo y las dunas de la Playa Grande ofreciendo un paisaje único.
La conformación de la Ruta de los Olivos permitieron potenciar el desarrollo turístico del Valle del Huasco, integrando la producción de aceite de oliva artesanal, la venta de aceitunas de mesa y algunos derivados que se complementaron al recorrido histórico por árboles de olivo centenarios.

## Historia

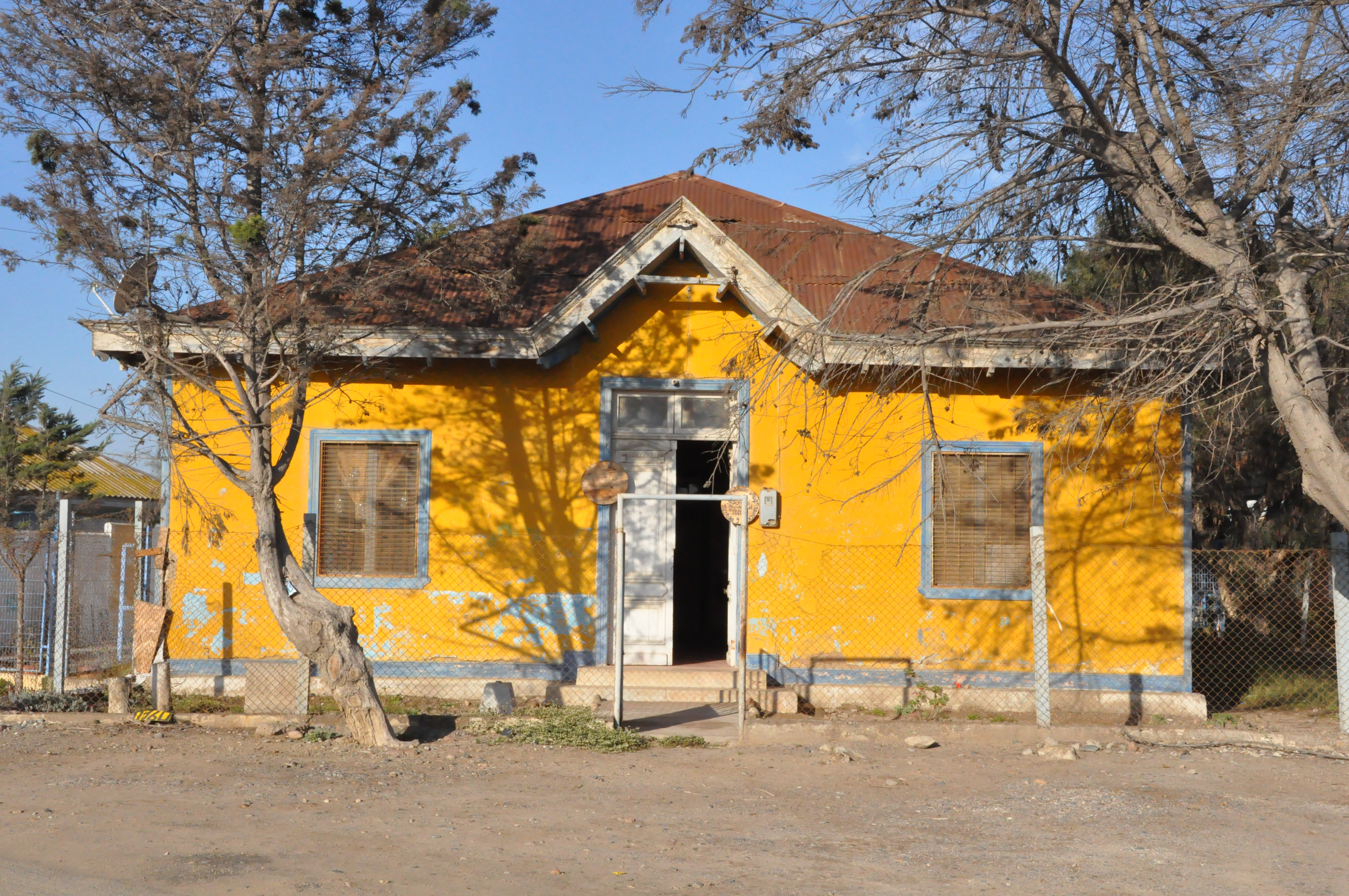
Ruta de los Olivos, Hacienda Nicolasa Freirina.

A comienzos de los años 1990 ya existían servicios turísticos asociados a la olivicultura en el Valle del Huasco que incluían la venta de aceite de oliva y un recorrido guiado por el proceso de fabricación artesanal en la planta Riarte en la ciudad de Freirina. Además, se incorporaron a la oferta rural del año 2001 la Hacienda Nicolasa y la Hacienda Atacama y sus cultivos de olivos como parte de la oferta turística del valle.
En el año 2011 se fortalece la identidad de la Ruta de los Olivos tras la publicación de un libro de historia apoyado por CORFO.
De acuerdo a nuevos antecedentes levantados por la Universidad de Concepción el año 2016 se logró determinar que varios ejemplares de olivos tendrían una fecha de antigüedad mayor a 320 años, estimándose que algunos ejemplares podrían superar los 400 años. Esto hace suponer que fueron plantados en los primeros años del asentamiento de Huasco Bajo, antes del establecimiento de la primera capilla en el Valle del Huasco en el año 1633.
Actualmente la ruta de los olivos se ha constituido no solo en un atractivo para visitantes, sino que también para los propios habitantes del Valle del Huasco que desean conocer su historia, pero también ha servido como modelo a otros pequeños productores olivícolas de la región y de Chile que han diversificado su actividad agrícola hacia el turismo permitiendo generar nuevos ingresos y manteniendo sus actividades tradicionales.

## Premios
En el año 2010 uno de los aceites de oliva producido en el valle del Huasco es premiado por la Escuela Internacional de Cocina en Parma, Italia
Posteriormente, otro de los aceites de oliva gana medalla de oro en el Quinto encuentro mundial de aceites de oliva realizado en Mendoza el año 2011.

## Denominación de origen

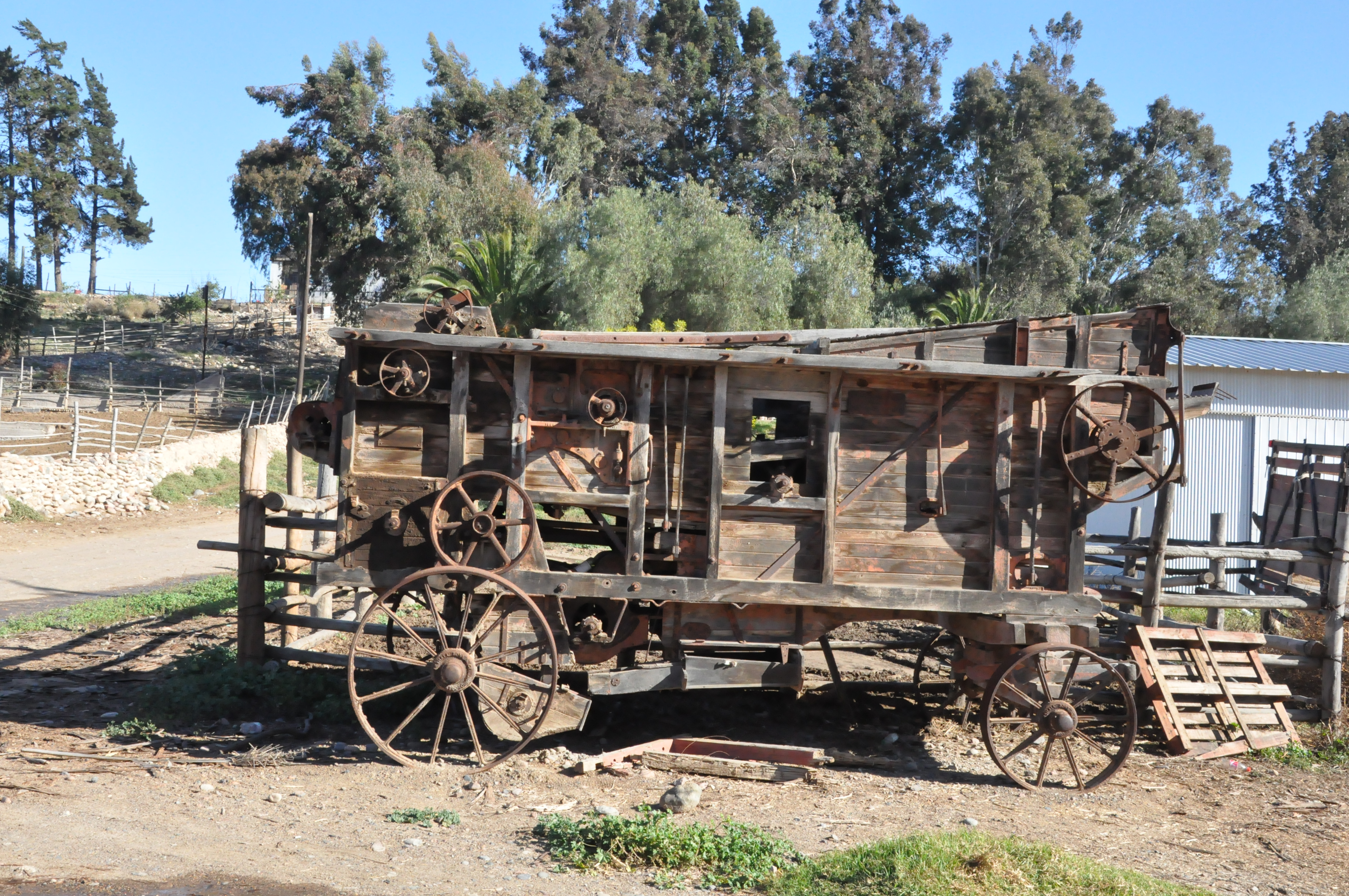
Ruta de los Olivos, antigua maquinaria agrícola en Quebrada Honda.

La denominación de origen del aceite de oliva y de la aceituna de mesa en el Valle del Huasco se inició el año 2010 por parte de los olivicultores el que contó con el apoyo de CORFO.
El año 2002, la Asociación Gremial de Agricultores del Valle del Huasco (AGA Husco), solicita la denominación de origen de “Aceite de Oliva del Valle del Huasco” para asegurar que la producción de aceite extra virgen se realizara con al menos un 10% de la variedad de aceituna sevillana para las comunas de Huasco, Freirina, Vallenar y Alto del Carmen, cuya transformación y envasado también debe ocurrir en el Valle del Huasco. 
Tras cuatro años de disputa el Instituto Nacional de Propiedad Industrial (INAPI) falló a favor de los productores del Valle del Huasco. Este proceso fue acompañado por el Instituto de Investigaciones Agropecuarias (INIA) el cual ha avalado las características propias del aceite de oliva del Huasco debido a su alto contenido de ácido oleico y polifenoles, un aspecto importante también es su sabor inconfundible.

## Cultivos y Productores
El Valle del Huasco cuenta con una superficie de 1.674 hectáreas cultivadas de olivos, de las cuales 960 se ubican en la comuna de Huasco.
La principal variedad es la aceituna sevillana, así como otras variedades como la Liguria, Empeltre y Manzanilla chilena.
Los principales productores de aceite en el Valle del Huasco son:
- Daniel Llorente, Aceite ‘El Fundador’

- Ángel Ponce, Aceite ‘Azzáit’

- Robinson González, Aceite ‘Patyantume’

- Vicente Rodríguez, Aceite ‘Olivosro’

- Gabriel Castillo, Aceite " Alma del Huasco"

## Conflictos ambientales

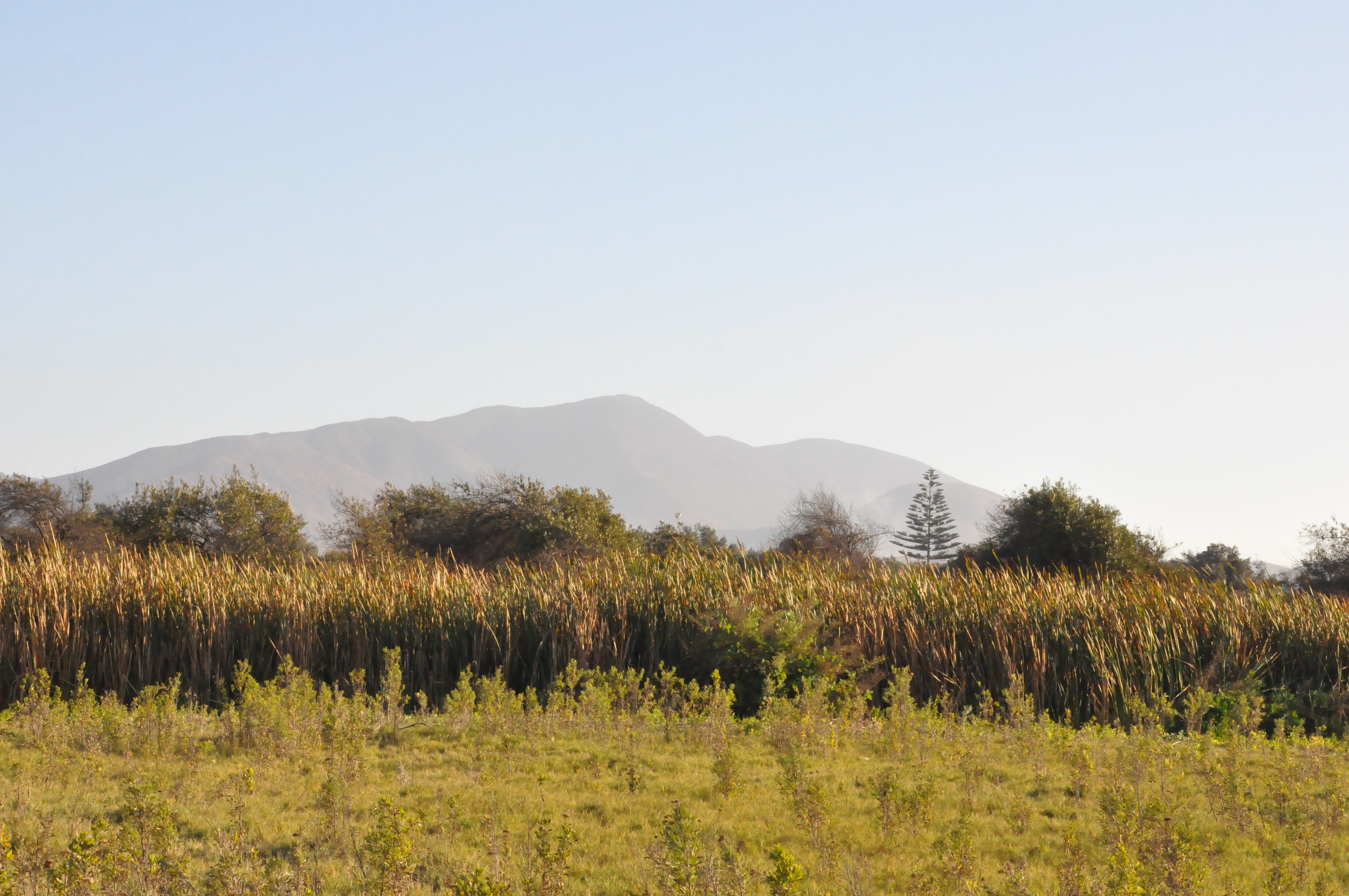
Ruta de los Olivos, Humedal de Huasco Bajo.

Tras la instalación de la planta de pellets instalada en 1978 de la Compañía Minera del Pacífico y luego en 1997 la inauguración de la planta eléctrica Guacolda, comenzaron a emitir 118,2 toneladas de CO2 al día. 
En el año 2001, se autorizó por el gobierno el uso de petcoke como combustible en las plantas termoeléctricas de Guacolda en Huasco y la planta termoeléctrica de Tocopilla, pese a que su uso estaba prohibido en gran parte del mundo.
Entre los años 2003 y 2005 se detectaron enfermedades en la población de Huasco atribuibles a las emisiones. Igualmente los agricultores denunciaron que las partículas emitidas por la planta de pellets se depositaban sobre los olivos y posteriormente estas partículas se acidificaban debido la humedad costera generando efectos en la baja producción de olivos.
El año 2011 tras la aprobación del proyecto de una nueva planta termoeléctrica Punta Alcalde en Huasco y tras el cierre de la planta productora de cerdos en Freirina, llevó a parte de la comunidad a realizar manifestaciones y bloqueos del camino que une el puerto de Huasco con Vallenar durante ese año. En el caso de los agricultores había preocupación por el material particulado que emanaba de la planta de pellets y que se depositaba sobre los olivos del valle generando daños en la producción. Finalmente el proyecto Punta Alcalde fue detenido debido a las manifestaciones de la comunidad de Huasco.